# Simonhöhe

Der Hochecklift mit dem Funpark und der Slalompiste

Die Simonhöhe ist ein Schigebiet in der Gemeinde Sankt Urban (Bundesland Kärnten) mit ca. 13 teils künstlich beschneiten und lawinensicheren Pistenkilometern.
Wegen seiner zentralen Lage und der Erreichbarkeit ist die Simonhöhe auch bei einheimischen Schiläufern und Snowboardern beliebt.
Im März 2010 musste die Betreibergesellschaft wegen Fehlinvestitionen und einiger schneearmer Winter Insolvenz anmelden. Im darauffolgenden August wurde der Zwangsausgleich angenommen, nachdem das Land Kärnten den Hauptteil der Verbindlichkeiten übernahm. Der Fortbestand für die kommenden Jahre ist gesichert, jedoch musste zusätzlich der einzige Vierersessellift (Hirschkogellift) abgebaut und verkauft werden.

Der Tellerlift ist auch für kleine Schifahrer gut geeignet

## Lifte und Abfahrten
Der Paulsberglift (Schlepplift, 650 m) bedient die Paulsberg- und Sonnenabfahrt. Er ist mit dem Hochecklift der wichtigste Zubringer.
Als zweiter Zubringer steht noch der Hochecklift (Schlepplift, 540 m) zur Verfügung, welcher den Funpark und die Hocheckabfahrt bedient.
Der Simonlift(Schlepplift, 300 m) bediente die einzige längere schwarze Abfahrt. Der Lift wurde mittlerweile abgetragen.
Der Bärentallift (Schlepplift, 900 m) ist der zweitlängste Skilift auf der Simonhöhe und bedient die Bärentalabfahrt.
Der Muldenlift (Tellerlift, 300 m) ist eine Ergänzung zwischen dem Paulsberglift und dem Bärentallift. Wird meist nicht betrieben könnte aber beschneit werden
Der Sonnenlift (Tellerlift, 400 m) steht gegenüber dem Paulsberglift beginnt aber ein Stück weiter oben.
Der Nordlift (Schlepplift, 1200 m) ist der längste Lift mit der längsten Abfahrt.